# Druciatus angustus
Druciatus angustus är en tvåvingeart som beskrevs av Marshall 1995. Druciatus angustus ingår i släktet Druciatus och familjen hoppflugor. Inga underarter finns listade i Catalogue of Life.